# Hội nghị Hiệp thương Chính trị Nhân dân Trung Quốc
Hội nghị Hiệp thương Chính trị Nhân dân Trung Quốc, thường được gọi tắt là Chính Hiệp, là một cơ quan hiệp thương chính trị tại Trung Quốc và là bộ phận trung tâm của hệ thống mặt trận thống nhất của Đảng Cộng sản Trung Quốc. Các thành viên Chính hiệp đưa ra các đề xuất về các vấn đề chính trị xã hội cho các cơ quan chính phủ. Tuy nhiên, Chính hiệp không có quyền lập pháp và chịu sự giám sát, chỉ đạo của ĐCSTQ.
Chính hiệp gồm các đại biểu từ ĐCSTQ, các đoàn thể nhân dân của đảng, tám đảng hợp pháp phục tùng ĐCSTQ và các đại biểu độc lập trên danh nghĩa. Chủ tịch Chính hiệp là một ủy viên Ban Thường vụ Bộ Chính trị ĐCSTQ. Theo chiến lược mặt trận thống nhất, một số đại biểu không phải là đảng viên ĐCSTQ được phân công làm Phó Chủ tịch, ví dụ như Trần Thúc Thông, Lý Tế Thâm và Tống Khánh Linh.
Cơ cấu tổ chức của Chính hiệp gồm Ủy ban toàn quốc và các ủy ban địa phương cấp tỉnh, cấp địa và cấp huyện. Hiến chương Chính hiệp quy định Ủy ban toàn quốc chỉ đạo nhưng không lãnh đạo trực tiếp các ủy ban cấp dưới. Tuy nhiên, ủy ban mỗi cấp chịu sự lãnh đạo gián tiếp của Ban Công tác Mặt trận Thống nhất Trung ương ĐCSTQ. Ủy ban toàn quốc Chính hiệp mỗi năm họp một kỳ họp toàn thể cùng thời điểm với kỳ họp Đại hội đại biểu Nhân dân toàn quốc, được gọi chung là Lưỡng hội.
Chính hiệp có mục đích là cơ quan đại biểu rộng rãi của xã hội Trung Quốc so với chính quyền, bao gồm cả đảng viên ĐCSTQ và những người ngoài đảng. Thành phần của Chính hiệp thay đổi tùy theo các ưu tiên chiến lược quốc gia của chính quyền. Chính hiệp trước đây chủ yếu gồm những nhân vật cấp cao trong lĩnh vực bất động sản, doanh nghiệp nhà nước và "Thái tử Đảng" nhưng từ năm 2018 chủ yếu gồm những cá nhân trong lĩnh vực công nghệ.

## Lịch sử

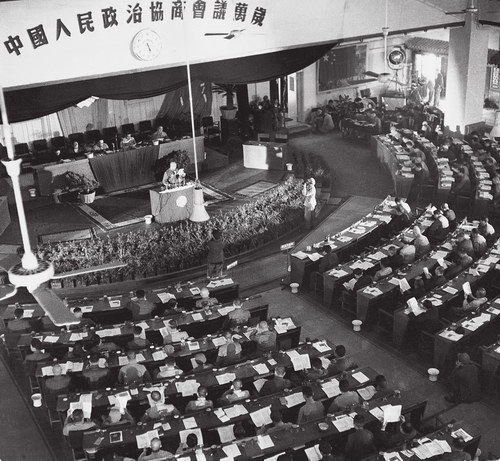
Kỳ họp toàn thể đầu tiên Hội nghị Hiệp thương chính trị nhân dân Trung Quốc vào năm 1949

Trong quá trình đàm phán giữa Đảng Cộng sản Trung Quốc và Trung Quốc Quốc dân Đảng vào năm 1945, hai đảng ký kết Hiệp định ngày 10 tháng 10, đồng ý tổ chức một Hội nghị Hiệp thương chính trị về cải cách chính trị sau Chiến tranh thế giới thứ hai. Hội nghị hiệp thương chính trị được Chính phủ Quốc dân triệu tập tại Trùng Khánh từ ngày 10 tháng 1 đến ngày 31 tháng 1 năm 1946 với sự tham gia của Trung Quốc Quốc dân Đảng, Đảng Cộng sản Trung Quốc, Đảng Thanh niên Trung Quốc, Đồng minh Dân chủ Trung Quốc và các đại biểu độc lập.
Thừa thế thắng lợi trong cuộc Nội chiến Trung Quốc, ĐCSTQ vào ngày 1 tháng 5 năm 1948 mời các đảng, tổ chức quần chúng và lãnh đạo cộng đồng tham gia một Hội nghị Hiệp thương chính trị mới để thảo luận về một nhà nước, chính phủ liên hiệp mới.
Năm 1949, ĐCSTQ giành được quyền kiểm soát hầu hết Trung Quốc đại lục. Tháng 9, một Hội nghị Hiệp thương chính trị "mới" được tổ chức với sự tham gia của các đại biểu từ nhiều đảng thân thiện để thảo luận về việc thành lập một nhà nước mới. Hội nghị Hiệp thương chính trị sau đó được đổi tên thành Hội nghị Hiệp thương chính trị nhân dân. Ngày 29 tháng 9 năm 1949, Chính hiệp nhất trí thông qua Cương lĩnh chung.(tr25) Ngoài ra, Chính hiệp thông qua quốc ca, quốc kỳ và quốc hiệu mới, quy định thủ đô và bầu chính phủ đầu tiên của nước Cộng hòa Nhân dân Trung Hoa.
Từ năm 1949 đến năm 1954, Chính hiệp là cơ quan lập pháp trên thực tế của Trung Quốc, thông qua gần 3.500 luật và đặt nền móng cho chế độ mới. Năm 1954, Hiến pháp Trung Quốc được ban hành, chuyển giao quyền lập pháp cho Đại hội đại biểu Nhân dân toàn quốc.
Trong Phong trào Trăm hoa đua nở từ năm 1956 đến năm 1957, Mao Trạch Đông khuyến khích các đại biểu Chính hiệp chỉ trích những thiếu sót của ĐCSTQ. Tuy nhiên, những đại biểu đã lên tiếng phải đối mặt với những hậu quả nghiêm trọng như bị phê bình nặng nề hoặc phải đi cải tạo lao động trong Phong trào chống hữu sau đó.
Trong cuộc Đại Cách mạng Văn hóa vô sản, Chính hiệp ngừng hoạt động cùng với hầu hết các cơ quan, tổ chức khác. Chính hiệp được khôi phục tại Kỳ họp đầu tiên của Ủy ban toàn quốc khóa V từ ngày 24 tháng 2 đến ngày 8 tháng 3 năm 1974, khi Đặng Tiểu Bình được bầu làm chủ tịch. Năm 1983, Chính hiệp ban hành quy định mới, giới hạn tỷ lệ đại biểu là đảng viên ĐCSTQ không quá 40%.
Từ khi Trung Quốc tiến hành cải cách kinh tế, Chính hiệp tập trung tiếp cận giới tinh hoa Hồng Kông và Ma Cao và thu hút đầu tư từ cộng đồng Hoa kiều. Năm 1993, Chính hiệp chấp nhận đại biểu thuộc "lĩnh vực kinh tế". Vào thập niên 1990, số lượng đại biểu Chính hiệp làm kinh tế gia tăng, nhiều đại biểu coi Chính hiệp là một cơ hội để kết nối với các cán bộ đảng và chính quyền.
Khi dự án Đập Tam Hiệp được tái khởi động trong trong giai đoạn đầu của cải cách kinh tế, Chính hiệp phản đối dự án(tr204) và khuyến nghị trì hoãn dự án.(tr204)

## Vai trò
Chính hiệp là cơ quan cao nhất trong hệ thống mặt trận thống nhất, là "diễn đàn mặt trận thống nhất đỉnh cao quy tụ các cán bộ ĐCSTQ và giới tinh hoa Trung Quốc". Nhà Hán học Peter Mattis nhận xét rằng Chính hiệp là "nơi duy nhất tụ họp tất cả các bên liên quan trong và ngoài ĐCSTQ: các bô lão đảng, sĩ quan tình báo, nhà ngoại giao, nhà tuyên truyền, quân nhân, chính ủy, công nhân mặt trận thống nhất, học giả và doanh nhân". Trên thực tế, Chính hiệp là "nơi xây dựng, lưu hành các thông điệp giữa các đảng viên và những người trung thành ngoài đảng định hình nhận thức về ĐCSTQ và Trung Quốc".
Chính hiệp gồm các đại biểu từ ĐCSTQ, các đoàn thể nhân dân của đảng, tám đảng hợp pháp phục tùng ĐCSTQ và các đại biểu không đảng phái trên danh nghĩa. Những đại biểu là đảng viên ĐCSTQ do Bộ Tổ chức Trung ương ĐCSTQ đề cử.(tr61)
Chính hiệp cũng bao gồm "những nhân sĩ dân chủ yêu nước" các đại biểu ở nước ngoài và các đại biểu từ Hồng Kông, Ma Cao và Đài Loan. Những đại biểu không phải là đảng viên ĐCSTQ được Ban Công tác Mặt trận Thống nhất Trung ương ĐCSTQ đề cử bổ nhiệm hoặc bầu vào Chính hiệp.(tr61)

Việc ĐCSTQ chấp nhận liên hiệp với các đảng phi cộng sản phù hợp với quy định hiến pháp về "hợp tác đa đảng và hiệp thương chính trị". Về nguyên tắc, ĐCSTQ hiệp thương với những đảng khác về mọi vấn đề chính sách lớn. Vào đầu những năm 2000, các đại biểu Chính hiệp thường xuyên gửi kiến nghị lên Ủy ban Trung ương ĐCSTQ về các vấn đề kinh tế xã hội, y tế và môi trường.
—Lời nói đầu Hiến pháp nước Cộng hòa Nhân dân Trung Hoa
Theo hãng thông tấn nhà nước Tân Hoa Xã, Chính hiệp là "một tổ chức trong mặt trận yêu nước thống nhất của nhân dân Trung Quốc", không phải là một cơ quan quyền lực nhà nước hoặc là cơ quan hoạch định chính sách, mà là diễn đàn cho "các đảng, đoàn thể nhân dân, dân tộc và thành phần xã hội" tham gia quản lý nhà nước.

## Cơ cấu tổ chức

### Ủy ban toàn quốc

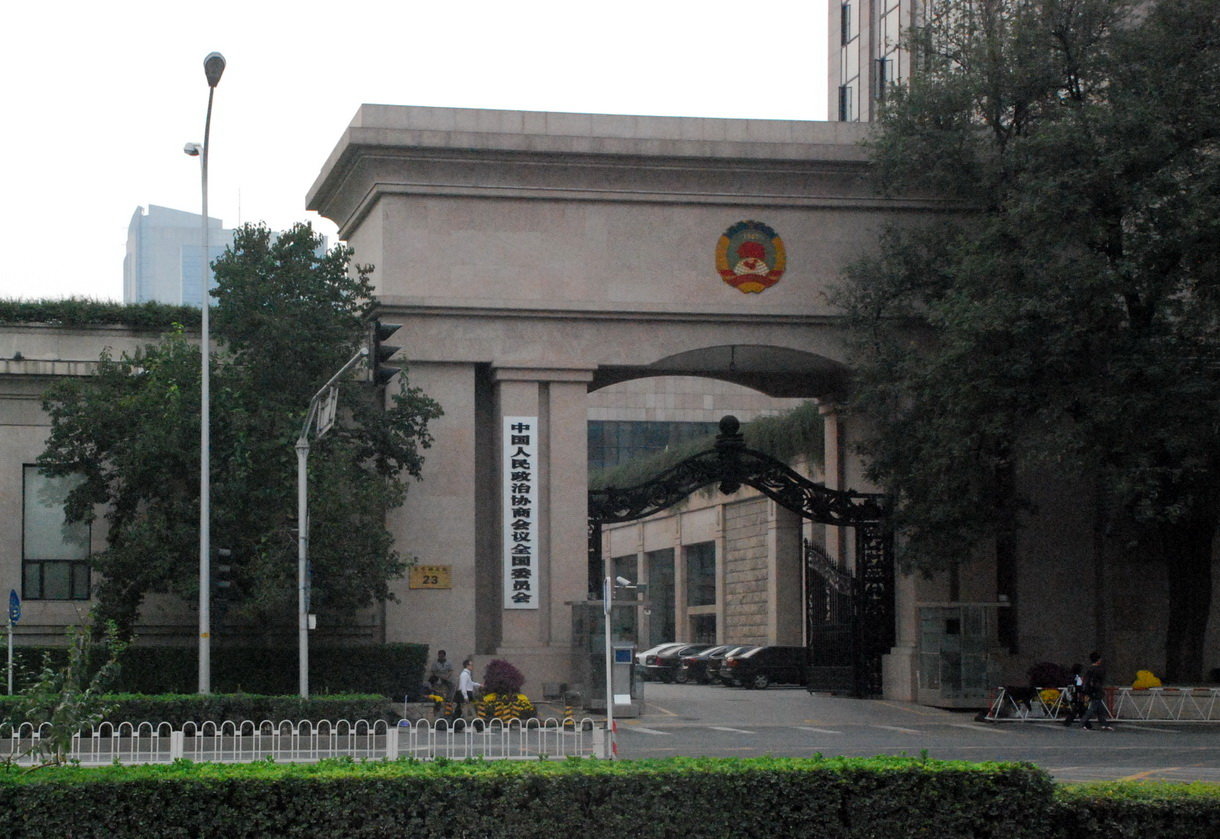
Trụ sở Chính hiệp toàn quốc

Ủy ban toàn quốc Hội nghị Hiệp thương chính trị nhân dân Trung Quốc (中国人民政治协商会议全国委员会, viết tắt là 全国政协; 'Chính hiệp toàn quốc') là cơ quan cấp cao nhất của Chính hiệp, gồm các đại biểu từ nhiều thành phần xã hội khác nhau. Nhiệm kỳ của Ủy ban toàn quốc là năm năm nhưng có thể được kéo dài trong trường hợp đặc biệt nếu được ít nhất hai phần ba tổng số ủy viên Ủy ban thường vụ biểu quyết tán thành.
Ủy ban toàn quốc mỗi năm họp một kỳ họp toàn thể vào tháng 3, cùng thời điểm với kỳ họp Đại hội đại biểu Nhân dân toàn quốc, được gọi chung là Lưỡng hội. Ủy ban thường vụ Ủy ban toàn quốc có thể triệu tập hội nghị Ủy ban toàn quốc nếu cần thiết. Tại Lưỡng hội, Chính hiệp và Nhân đại nghe, thảo luận báo cáo của tổng lý Quốc vụ viện, viện trưởng Viện kiểm sát nhân dân tối cao và chánh án Tòa án nhân dân tối cao.(tr61–62) Tại kỳ họp đầu tiên, Chính hiệp bầu Ủy ban thường vụ, là cơ quan thường trực của Chính hiệp , có nhiệm vụ lựa chọn đại biểu tham dự Hội nghị, thực hiện các nghị quyết của Chính hiệp và giải thích Hiến chương Chính hiệp. Tại mỗi kỳ họp, Chính hiệp sửa đổi Hiến chương Chính hiệp và thông qua nghị quyết về "những nguyên tắc và nhiệm vụ công tác chính" của Ủy ban toàn quốc.
Chủ tịch Ủy ban toàn quốc là một trong những chức vụ cấp cao nhất tại Trung Quốc. Kể từ khi được thành lập, tất cả các chủ tịch Ủy ban toàn quốc đều là ủy viên Ban Thường vụ Bộ Chính trị ĐCSTQ ngoại trừ trong thời kỳ chuyển tiếp, ít nhất là ủy viên quyền lực thứ tư. Các phó chủ tịch và tổng thư ký giúp chủ tịch làm nhiệm vụ. Hội đồng Chủ tịch gồm chủ tịch, các phó chủ tịch và tổng thư ký, có nhiệm vụ xử lý các công việc hàng ngày của Ủy ban thường vụ. Hội đồng Chủ tịch họp mỗi tháng ít nhất một phiên họp để sắp xếp báo cáo công tác, xem xét công tác mặt trận thống nhất, xác định các vấn đề trọng tâm và thông tin các định hướng tư tưởng quan trọng của ĐCSTQ. Hội đồng Chủ tịch cũng chủ trì phiên họp trù bị kỳ họp đầu tiên của Ủy ban toàn quốc khóa tiếp theo.
ĐCSTQ và các đảng hợp pháp được phân công làm đại biểu Ủy ban toàn quốc. Thành phần Ủy ban toàn quốc cũng có đại biểu từ nhiều tầng lớp xã hội, bao gồm các nhà khoa học, học giả, nhà văn, nghệ sĩ, quan chức đã nghỉ hưu, doanh nhân và cá nhân trong những lĩnh vực khác.(tr61) Các đảng, cơ quan, tổ chức, cá nhân tham gia Chính hiệp toàn quốc như sau:
| Chính đảng và chính khách độc lập | Đoàn thể nhân dân | Các lĩnh vực, dân tộc, tôn giáo | Đại biểu đặc biệt                                                                 |
| --- | --- | --- | --------------------------------------------------------------------------------- |
| - Đảng Cộng sản Trung Quốc - Ủy ban cách mạng Quốc dân đảng Trung Quốc - Đồng minh dân chủ Trung Quốc - Hội kiến quốc dân chủ Trung Quốc - Hội xúc tiến dân chủ Trung Quốc - Đảng dân chủ nông công Trung Quốc - Đảng trí công Trung Quốc - Học xã Cửu Tam - Đồng minh tự trị dân chủ Đài Loan - Chính khách độc lập | - Đoàn Thanh niên Cộng sản Trung Quốc và Hội Liên hiệp Thanh niên Toàn quốc Trung Hoa - Tổng Công đoàn Toàn quốc Trung Hoa - Hội Liên hiệp Phụ nữ Toàn quốc Trung Hoa - Hội Liên hiệp Công Thương Toàn quốc Trung Hoa - Hiệp hội Khoa học kỹ thuật Trung Quốc - Hội Liên nghị Đồng bào Đài Loan Toàn quốc Trung Hoa - Hội Liên hiệp Hoa kiều hồi hương Toàn quốc Trung Hoa | - Văn học nghệ thuật - Khoa học và công nghệ - Khoa học xã hội - Kinh tế học - Nông nghiệp - Giáo dục - Thể thao - Báo chí và xuất bản - Y học và y tế - Hiệp hội Hữu nghị đối ngoại nhân dân Trung Quốc - Phúc lợi và bảo hiểm xã hội - Môi trường và tài nguyên - Dân tộc thiểu số - Tôn giáo | - Đại biểu Hồng Kông đặc biệt - Đại biểu Ma Cao đặc biệt - Đại biểu đặc biệt khác |

#### Ủy ban thường vụ
Ủy ban thường vụ Ủy ban toàn quốc Chính hiệp là cơ quan thường trực của Ủy ban toàn quốc giữa hai kỳ họp Ủy ban toàn quốc và chịu trách nhiệm về hành động của toàn bộ Ủy ban toàn quốc hoặc từng ủy viên Ủy ban toàn quốc. Chủ tịch Ủy ban toàn quốc chủ trì công việc của Ủy ban thường vụ.

#### Ủy ban chuyên môn
Các Ủy ban chuyên môn của Ủy ban toàn quốc Chính hiệp do Ủy ban thường vụ đứng đầu, gồm khoảng 60 ủy viên, một chủ tịch và ít nhất mười phó chủ tịch. Giống như Chính hiệp, các Ủy ban chuyên môn gồm đại biểu từ các ngành có liên quan. Ủy ban toàn quốc Chính hiệp hiện có 10 Ủy ban chuyên môn được tổ chức giống như Ủy ban thường vụ:
1. Ủy ban Đề án
2. Ủy ban Kinh tế
3. Ủy ban Nông nghiệp và Nông thôn
4. Ủy ban Dân số, Tài nguyên và Môi trường
5. Ủy ban Giáo dục, Khoa học, Y tế và Thể thao
6. Ủy ban Xã hội và Pháp chế
7. Ủy ban Dân tộc và Tôn giáo
8. Ủy ban Hồng Kông, Ma Cao, Đài Loan và Kiều bào
9. Ủy ban Ngoại sự
10. Ủy ban Văn hóa, Lịch sử và Học tập

#### Cơ quan ngôn luận
Báo Chính hiệp Nhân dân (人民政协报) là cơ quan ngôn luận của Chính hiệp toàn quốc.

### Ủy ban địa phương
Dưới Ủy ban toàn quốc là các ủy ban địa phương cấp tỉnh, cấp địa và cấp huyện. Giống như Ủy ban toàn quốc, ủy ban địa phương có nhiệm kỳ năm năm, có một chủ tịch, các phó chủ tịch, một tổng thư ký, một ủy ban thường vụ và họp mỗi năm ít nhất một kỳ. Hiến chương Chính hiệp quy định ủy ban cấp dưới chịu sự "chỉ đạo" của ủy ban cấp trên.